# Pueblo Madero
Pueblo Madero es una localidad del estado mexicano de Guerrero. Es parte del municipio de Acapulco de Juárez.

## Demografía
| Gráfica de evolución demográfica |
|                                  |

| Censo | Población |
| ----- | --------- |
| 1940  | 164       |
| 1950  | 177       |
| 1960  | 278       |
| 1970  | 238       |
| 1980  | 616       |
| 1990  | 994       |
| 2000  | 933       |
| 2010  | 1 031     |
| 2020  | 1 002     |